# Dengie
Dengie er en landsby og sogn i Maldon district i Essex, England. I 2011 havde den et befolkningstal på 119.
Den har givet navn til Dengiehalvøen, herredet og Dengie Special Protection Area.
Stednavnet Dengie bliver nævnt første gang i et manuskrput fra mellem 709 og 745, hvor det staves Deningei. Det optræder Daneseia i Domesday Book i 1086. Navnet betyder Denes Ø eller Dene-folkets ø.
I 1300-tallet var Church of St James sognekirke.
I 1942 og 1945 under anden verdenskrig var Dengie en del af serie af radarstationer, der skulle sikre kysten.
Dengie marshes blev brugt som filmlokation i Doctor Who.